# Illice biota
Illice biota là một loài bướm đêm thuộc phân họ Arctiinae, họ Erebidae.